# Taekwondo na Mediteranskim igrama 2013.
Taekwondo turnir na Mediteranskim igrama 2013. održavao se od 21. do 23. lipnja. Sportaši su se natjecati u osam težinskih kategorija, po četiri u muškoj i četiri u ženskoj kategoriji. Hrvatska nije imala predstavnika u ovome sportu.

## Kalendar
| ● | Natjecanja | ● | Finala |

| Datum |    |    |    |    |    |    |    |    |    |    |    |    |
| 18    | 19 | 20 | 21 | 22 | 23 | 24 | 25 | 26 | 27 | 28 | 29 | 30 |
|       |    |    | ●  | ●  | ●  |    |    |    |    |    |    |    |

## Osvajači odličja

### Muškarci
| Kategorija  | Zlato                             | Srebro                      | Bronca                                           |
| 58 kg       | Jose Luis Mendez Španjolska       | Flavien Furet Francuska     | Marcello Porcaro Italija Firat Pozan Turska      |
| 68 kg       | Daniel Quesada Barrera Španjolska | Claudio Treviso Italija     | Servet Tazegül Turska Alexandre Amghar Francuska |
| 80 kg       | Issam Chernoubi Maroko            | Oussama Oueslati Tunis      | Nicolás García Španjolska Yunus Sarı Turska      |
| preko 80 kg | Ali Sarı Turska                   | Alexandros Nikolaidis Grčka | Leonardo Basile Italija Vanja Babić Srbija       |

### Žene
| Kategorija  | Zlato                  | Srebro                   | Bronca                                         |
| 49 kg       | Nour Abdelsalam Egipat | Rukiye Yıldırım Turska   | Kyriaki Kouttouki Cipar Ana Petrušič Slovenija |
| 57 kg       | Eva Calvo Španjolska   | Hatice İlgün Turska      | Andrea Paoli Libanon Lamyaa Bekkali Maroko     |
| 67 kg       | Nur Tatar Turska       | Hakima El Meslahy Maroko | Hedaya Wahba Egipat Haby Niare Francuska       |
| preko 67 kg | Nur Tatar Turska       | Hakima El Meslahy Maroko | Hedaya Wahba Egipat Haby Niaré Francuska       |